# Берег Леопольда і Астрід
Берег Леопольда і Астрід (англ. Leopold and Astrid Coast) — частина узбережжя Землі Принцеси Єлизавети в Східній Антарктиді між 81° і 87,5° східної довготи.
Берег Леопольда і Астрід являє собою край материкового льодовикового покриву, поверхня якого круто спускається до Західному шельфового льодовика. Берег був відкритий у січні 1934 року норвезькою експедицією Ларса Крістенсена і названий на честь короля і королеви Бельгії.